# 本亞明·卡爾
本亞明·卡爾（德語：Benjamin Karl，1985年10月16日—），奧地利單板滑雪運動員，他代表奧地利隊參加了中國舉行的2022年冬季奧林匹克運動會，並且在男子平行大迴轉比賽上獲得金牌。

## 外部連結
- 官方网站
- 本亞明·卡爾在FIS (snowboarding)（英语）
- 本亞明·卡爾在Olympics.com（英语）
- 本亞明·卡爾在Olympedia（英语）